# Kanton Villejuif
Der Kanton Villejuif ist seit 2015 ein französischer Wahlkreis im Arrondissement L’Haÿ-les-Roses, im Département Val-de-Marne und in der Region Île-de-France. Er ist identisch mit der Stadt Villejuif.